# Клінтон (Пенсільванія)
Клінтон (англ. Clinton) — переписна місцевість (CDP) в США, в окрузі Аллегені штату Пенсільванія. Населення — 905 осіб (2020).

## Географія
Клінтон розташований за координатами 40°29′42″ пн. ш. 80°17′36″ зх. д. / 40.49500° пн. ш. 80.29333° зх. д. (40.495083, -80.293243).  За даними Бюро перепису населення США в 2010 році переписна місцевість мала площу 2,15 км², з яких 2,14 км² — суходіл та 0,01 км² — водойми.

## Демографія
Згідно з переписом 2010 року, у переписній місцевості мешкали 434 особи в 202 домогосподарствах у складі 114 родин. Густота населення становила 202 особи/км².  Було 225 помешкань (105/км²).
Расовий склад населення:
| - 99,3 % — білих - 0,5 % — чорних або афроамериканців - 0,2 % — корінних американців |

До двох чи більше рас належало 0,0 %. Частка іспаномовних становила 0,7 % від усіх жителів.
За віковим діапазоном населення розподілялося таким чином: 16,1 % — особи молодші 18 років, 63,9 % — особи у віці 18—64 років, 20,0 % — особи у віці 65 років та старші. Медіана віку мешканця становила 47,6 року. На 100 осіб жіночої статі у переписній місцевості припадало 101,9 чоловіків;  на 100 жінок у віці від 18 років та старших — 92,6 чоловіків також старших 18 років.
Середній дохід на одне домашнє господарство  становив 61 623 долари США (медіана — 57 174), а середній дохід на одну сім'ю — 76 505 доларів (медіана — 56 630). Медіана доходів становила 50 640 доларів для чоловіків та 36 759 доларів для жінок. За межею бідності перебувало 13,4 % осіб, у тому числі 0,0 % дітей у віці до 18 років та 0,0 % осіб у віці 65 років та старших.
Цивільне працевлаштоване населення становило 330 осіб. Основні галузі зайнятості: освіта, охорона здоров'я та соціальна допомога — 26,1 %, оптова торгівля — 25,5 %, виробництво — 13,3 %, публічна адміністрація — 13,0 %.